# جوزيف حاج
جوزيف حاج هو مخرج فني وممثل أمريكي وهو المدير الفني الثامن لمسرح جوثري. قبل انضمامه إلى جوثري، قام بالتمثيل وتم ترشيحه من قبل مجلة المسرح الأمريكي كواحد من 25 فنان مسرحي سيكون لهم تأثير كبير على هذا المجال خلال الربع قرن القادم.

## سيرته الذاتية
جوزيف حاج هو المدير الفني الثامن لمسرح جوثري في مينيابوليس، مينيسوتا. قبل أن يخلف جو داولينج في جوثري، عمل كمدير فني إنتاجي في شركة PlayMakers Repertory، المسرح المقيم في جامعة نورث كارولينا في تشابل هيل، حيث قدم العرض الأول لمسرحية Surviving Twin من تأليف لودون واينرايت الثالث، وكلف مايك ديزي بتقديم مسرحية  قصة المسدس وعرضها لأول مرة، وأنتج العرض الأول لمسرحية The Parchman Hour من تأليف مايك وايلي. تحت قيادته، كما استضافت الشركة إقامات فنية و عروضًا من قبل ديفيد إدجار، ونيلاجا صن، وتايلور ماك، وليزا كرون، وريندي إيكرت، وغيرهم.
كمخرج، عمل الحاج في مسارح في جميع أنحاء الولايات المتحدة، بما في ذلك مهرجان أوريغون شكسبير، ومسرح الممثلين في لويزفيل، ومسرح فولجر في واشنطن العاصمة، وأخرج مشاريع في سجن شديد الحراسة، وفي الضفة الغربية وغزة، وفي المناطق الريفية في ولاية كارولينا الجنوبية.
بعد حصوله على درجة الماجستير في الفنون الجميلة من جامعة نورث كارولينا، بدأ الحاج العمل كممثل، حيث كان يؤدي العروض مع جارلاند رايت، وجوان أكاليتيس، وآنا بوجارت، وبيتر سيلارز، وبيتر هول.
كان هو الحائز على جائزة زيلدا فيشاندلر عام 2014، وتمت تسميته من قبل مجلة المسرح الأمريكي كواحد من 25 فنان مسرحي سيكون لهم تأثير كبير على المجال خلال ربع القرن القادم، وحصل على منحة الألفية التابعة لمجلس البيت الأبيض والرابطة الوطنية للفنون والتي تُمنح لخمسين من أفضل فناني أمريكا.

## روابط خارجية
- www.guthrietheater.org/meet_joseph_haj
- http://sdcfoundation.org/recognition-advocacy/fichandler-award/2014-recipient/
- http://www.tcgcircle.org/2014/01/from-where-i-stand/
- http://www.startribune.com/how-the-guthrie-s-joe-haj-is-ushering-in-a-new-era-for-minnesota-theater/415819964/#1